# Horní Smrčné
Horní Smrčné – gmina w Czechach, w powiecie Třebíč, w kraju Wysoczyna. 1 stycznia 2014 liczyła 49 mieszkańców.